# Mistrzostwa Polski seniorów w lekkoatletyce
Mistrzostwa Polski seniorów w lekkoatletyce – zawody lekkoatletyczne rozgrywane w sezonie letnim począwszy od 1920 roku.
Najważniejsza krajowa impreza lekkoatletyczna, której pierwsza edycja – pod nazwą mistrzostwa główne Polski – odbyła się we Lwowie w roku 1920. Kobiety w imprezie startują od roku 1922. Początkowo w programie zawodów znajdowała się niewielka, z biegiem lat ich liczba rosła – obecnie o medale mistrzostw kraju rywalizuje się we wszystkich konkurencjach olimpijskich oraz biegach przełajowych, półmaratonie oraz biegu na 10 kilometrów. W przeszłości w programie zawodów obecne były także nietypowe konkurencje jak rzut granatem. Obecnie organizatora mistrzostw Polski wybiera Prezydium Polskiego Związku Lekkiej Atletyki. Poza głównymi zawodami odbywają się także osobne mistrzostwa w poszczególnych konkurencjach (maratonie, półmaratonie, wielobojach, biegach przełajowych, chodzie sportowym, biegu na 5 kilometrów, biegu na 10 000 metrów czy biegach na 10 kilometrów). W okresie międzywojennym organizowano także osobne mistrzostwa w biegu na 3000 metrów z przeszkodami oraz biegach rozstawnych.

## Historia
11 października 1919 w Krakowie powołano do życia Polski Związek Lekkiej Atletyki – pierwszą organizację sportową w niepodległej Polsce. Władze Związku w celu propagowania lekkoatletyki oraz w ramach integracji środowiska postanowiły organizować mistrzostwa Polski. Pierwsze mistrzostwa odbyły się 17 i 18 lipca 1920 roku we Lwowie (mieście, w którym znajdowała się wówczas siedziba PZLA) na stadionie Pogoni, który był jedynym nowoczesnym wówczas stadionem lekkoatletycznym w Polsce. W imprezie wystartowali tylko mężczyźni. Tytuły mistrzów kraju przyznano wtedy tylko tym lekkoatletom, którzy uzyskali wyniki lepsze od wcześniej ustalonych minimów uprawniających do startu w igrzyskach olimpijskich w Antwerpii. Wyczynu tego dokonali jedynie Stanisław Sośnicki (bieg na 100 m), Wacław Kuchar (bieg na 800 m), Kazimierz Cybulski (skok o tyczce) i Sławosz Szydłowski (rzut dyskiem i rzut oszczepem). W 1922 roku w zawodach pierwszy raz wystartowały kobiety, a ich mistrzostwa aż do roku 1948 (z kilkoma wyjątkami) odbywały się w innym terminie i mieście niż mistrzostwa męskie. Po raz pierwszy mistrzostwa Polski w biegu przełajowym mężczyzn zostały rozegrane 2 października 1921 w Warszawie na trasie 6,5 km – mistrzem Polski został zawodnik lwowskiej Pogoni Jan Baran-Bilewski. Po zawodach w 1922 i 1923, które odbyły się w Warszawie PZLA wydał 11 grudnia 1923 roku specjalny komunikat do Okręgowych Związków Lekkiej Atletyki z apelem o większe zainteresowanie organizacja i udziałem w imprezach mistrzowskich. Początkowo rozgrywano zawody nie tylko w podstawowych konkurencjach lekkoatletycznych, ale także np. w skoku wzwyż oraz skoku w dal z miejsca (w 1920, 1921 i 1927). W 1924 roku na trasie Rembertów (dziś dzielnica Warszawy) – Wawer (obecnie także dzielnica Warszawy) – Zegrze – Nieporęt – Zegrze – Wawer – Rembertów rozegrano pierwsze mistrzostwa Polski w biegu maratońskim. W latach 30. XX wieku program mistrzostw liczył około 25 konkurencji głównych. Ostatnie przed II wojną światową mistrzostwa Polski odbyły się latem 1939 roku.
Po przerwie wojennej 26 sierpnia 1945 w Łodzi – z inicjatywy działaczy krakowskich, warszawskich i łódzkich – postanowiono o przygotowaniu walnego zebrania PZLA, a 29 września przedstawiciele siedmiu okręgów wybrali pierwsze powojenne władze Związku. Prezesem PZLA został wybrany Walenty Foryś. Od 29 do 30 września na stadionie Łódzkiego Klubu Sportowego, który przetrwał wojnę w relatywnie dobrym stanie, rozegrano mistrzostwa Polski. W zawodach najlepiej zaprezentowali się zawodnicy Cracovii.
W 1951 w Warszawie mistrzostwa Polski seniorów odbyły się w ramach Spartakiady 1951. W latach 50. XX wieku polska reprezentacja lekkoatletyczna notowała duże sukcesy międzynarodowe, a przez niemieckich dziennikarzy została nazwana wunderteamem, przez dwa lata nie przegrała meczu międzypaństwowego, notując serię 14 zwycięstw począwszy od meczu przeciwko Norwegii w dniach 24 i 25 września 1955 w Poznaniu. Międzynarodowe sukcesy zawodników sprawiły, iż w owym czasie lekkoatletyka stała się w Polsce sportem narodowym. Popularność lekkoatletyki przekładała się także na widownię mistrzostw kraju np. w 1965 w Szczecinie miejscowy stadion Pogoni wypełnił się po brzegi ponad 20 000 widzów (startował wówczas reprezentujący miejscowy klub Wiesław Maniak – finalista igrzysk olimpijskich w Tokio). Podczas mistrzostw Maniak czasem 10,1 ustanowił rekord Polski w biegu na 100 metrów.
W 1969 po raz ostatni mistrzostwa Polski seniorów rozegrano na żużlowej bieżni, a ich areną był stadion Wisły Kraków. 15 sierpnia 1969 oddano do użytku nowoczesny jak na owe czasy stadion warszawskiej Skry, który jako pierwszy w Europie Środkowo-Wschodniej zyskał sztuczną nawierzchnię tartanową. Od 1970 do 1974 obiekt rokrocznie gościł mistrzostwa kraju (organizowane w owym czasie w obsadzie międzynarodowej. Po zmodernizowaniu stadionu Wojskowego Klubu Sportowego Zawisza w Bydgoszczy w 1974 roku w kolejnych latach był on gospodarzem kilku edycji mistrzostw kraju. Wraz z rozwojem sztucznych nawierzchni w kolejnych latach mistrzostwa Polski organizowały nowe ośrodki takie jak Lublin, Grudziądz, Piła czy Kielce. W 1995 ostatni raz mistrzostwa kraju przeprowadzono w Warszawie, która do dziś gościła najwięcej edycji krajowego czempionatu.

## Edycje

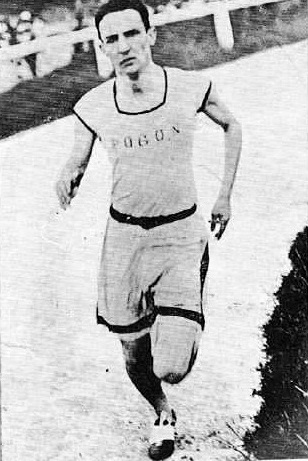
Zdzisław Latawiec był medalistą pierwszych mistrzostw Polski

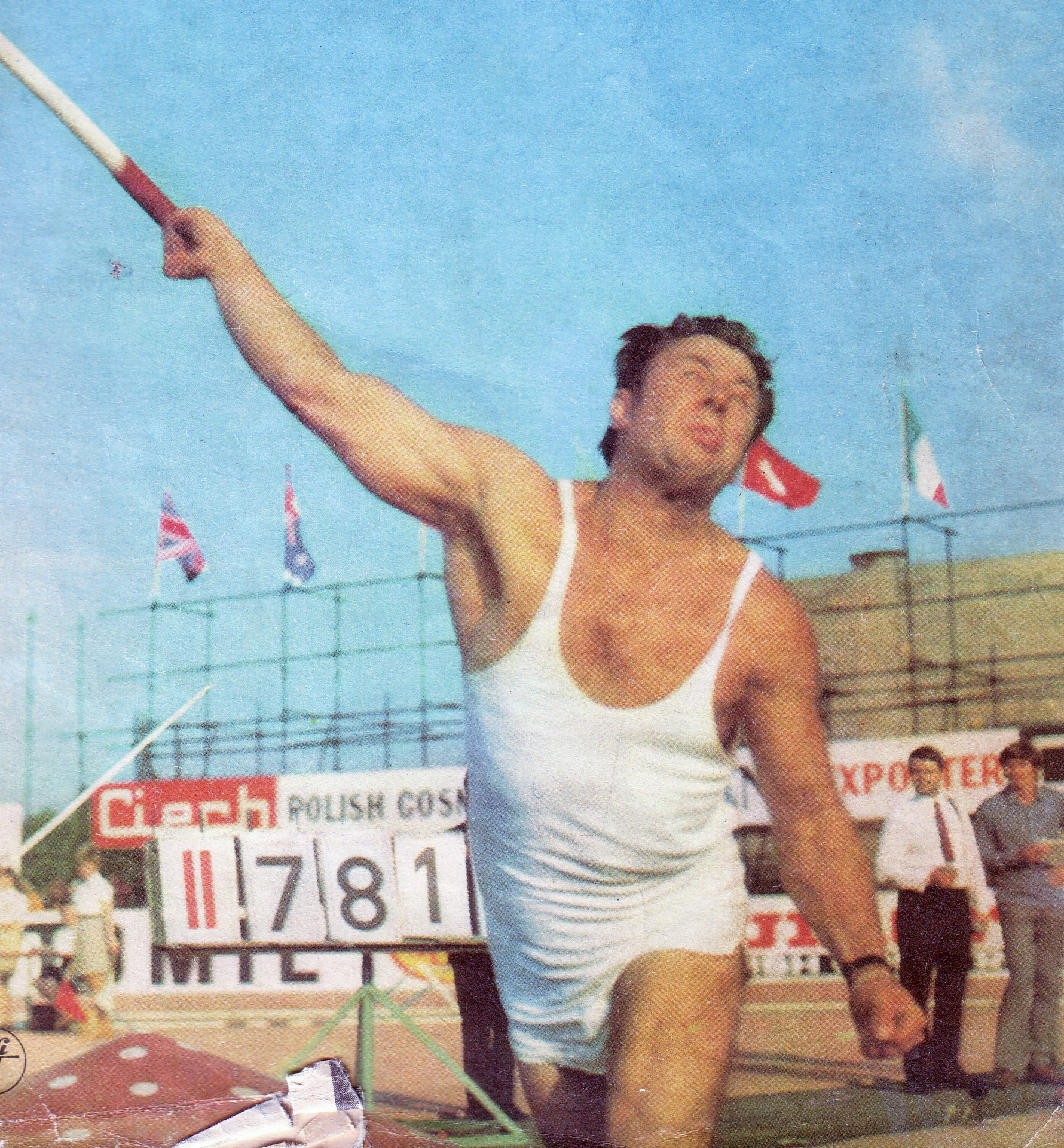
Oszczepnik Janusz Sidło jest multimedalistą mistrzostw kraju

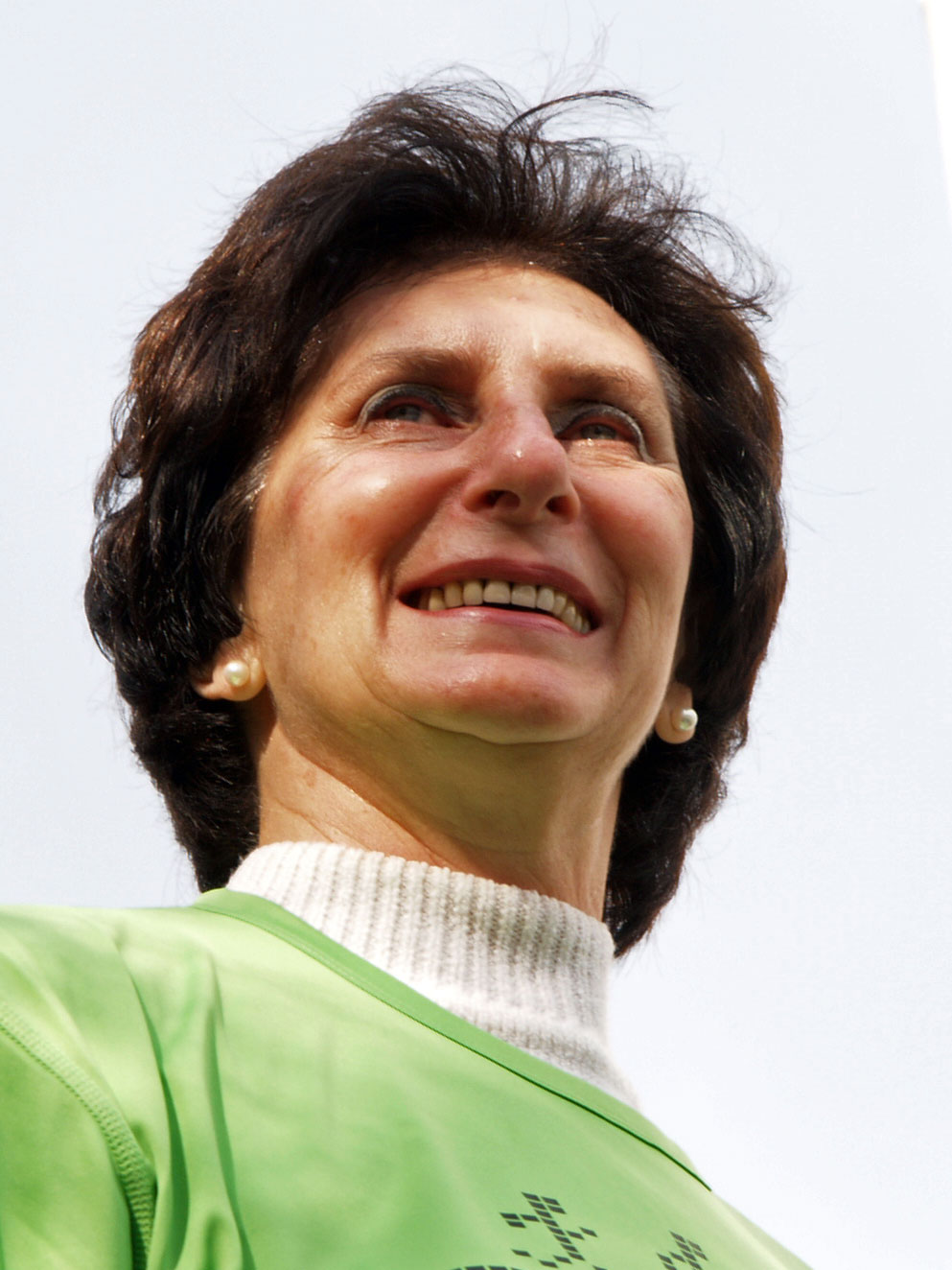
Najbardziej utytułowana polska lekkoatletka Irena Szewińska ma na koncie wiele medali mistrzostw Polski

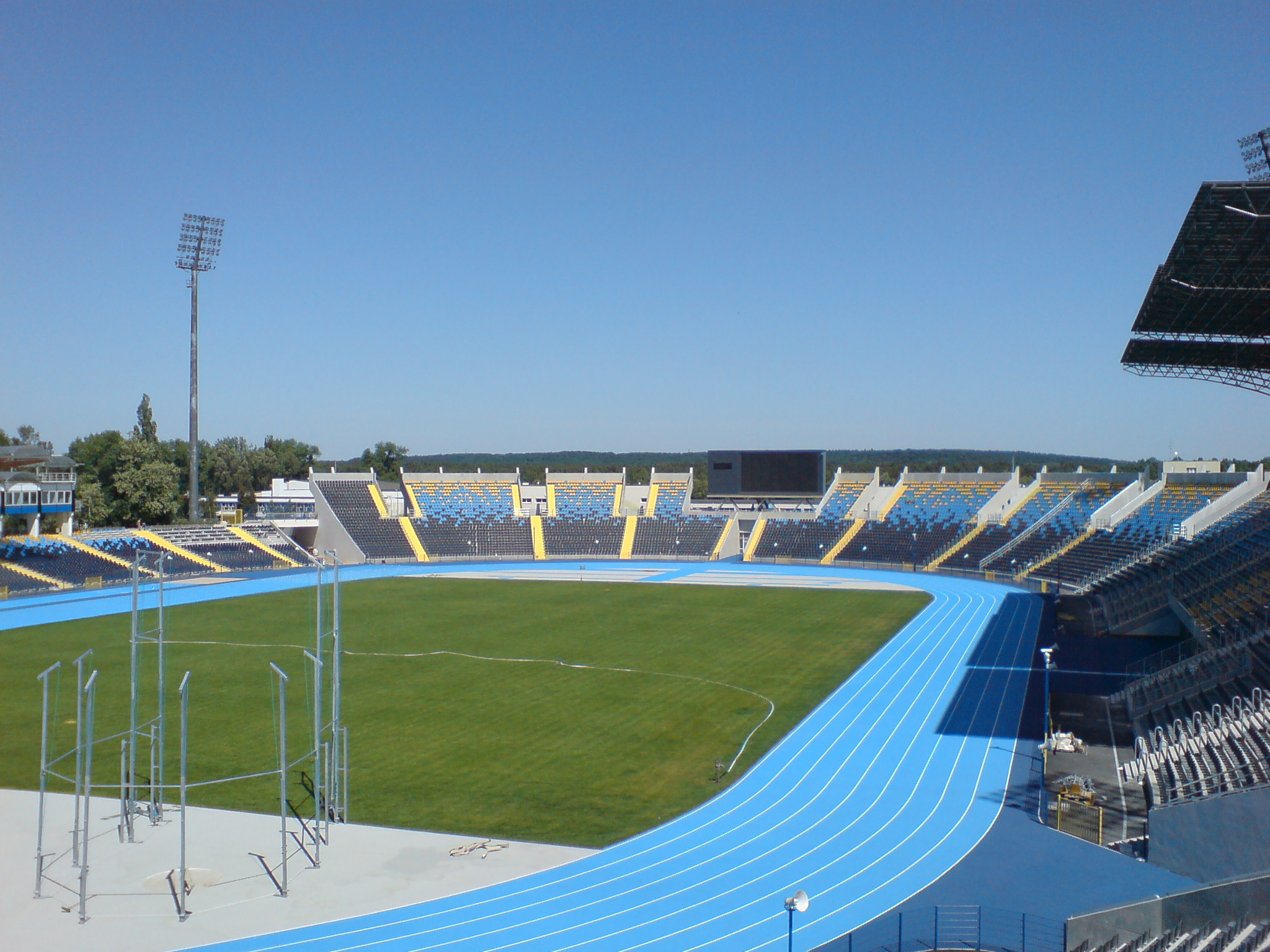
Stadion w Bydgoszczy (po modernizacji w 2008) był wielokrotnie areną mistrzostw Polski

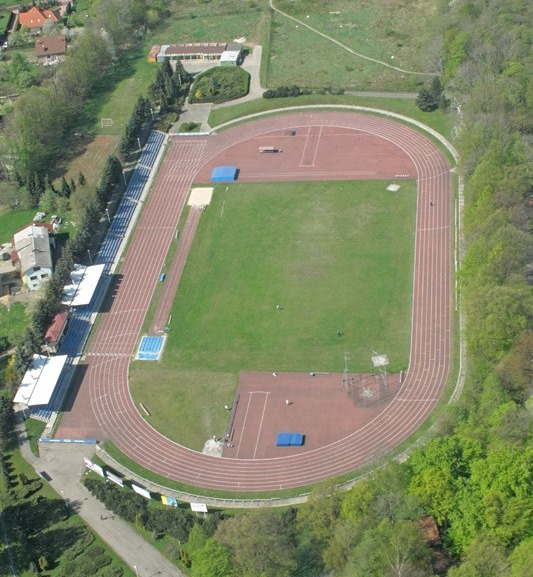
Stadion w Bielsku-Białej – gospodarz mistrzostw w 2003, 2010 i 2012 roku

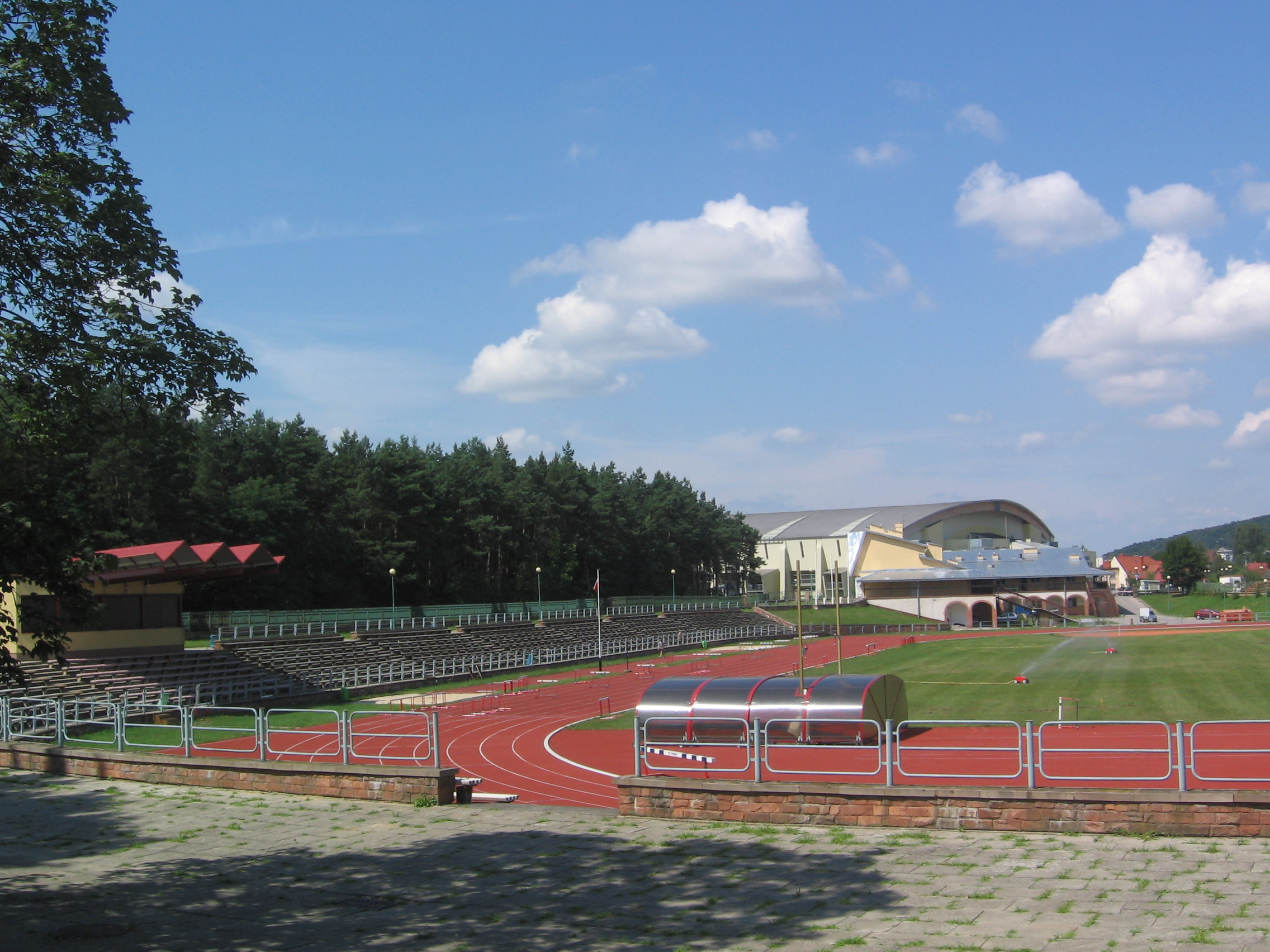
W 1991 i 1993 mistrzostwa Polski odbyły się na stadionie w Kielcach

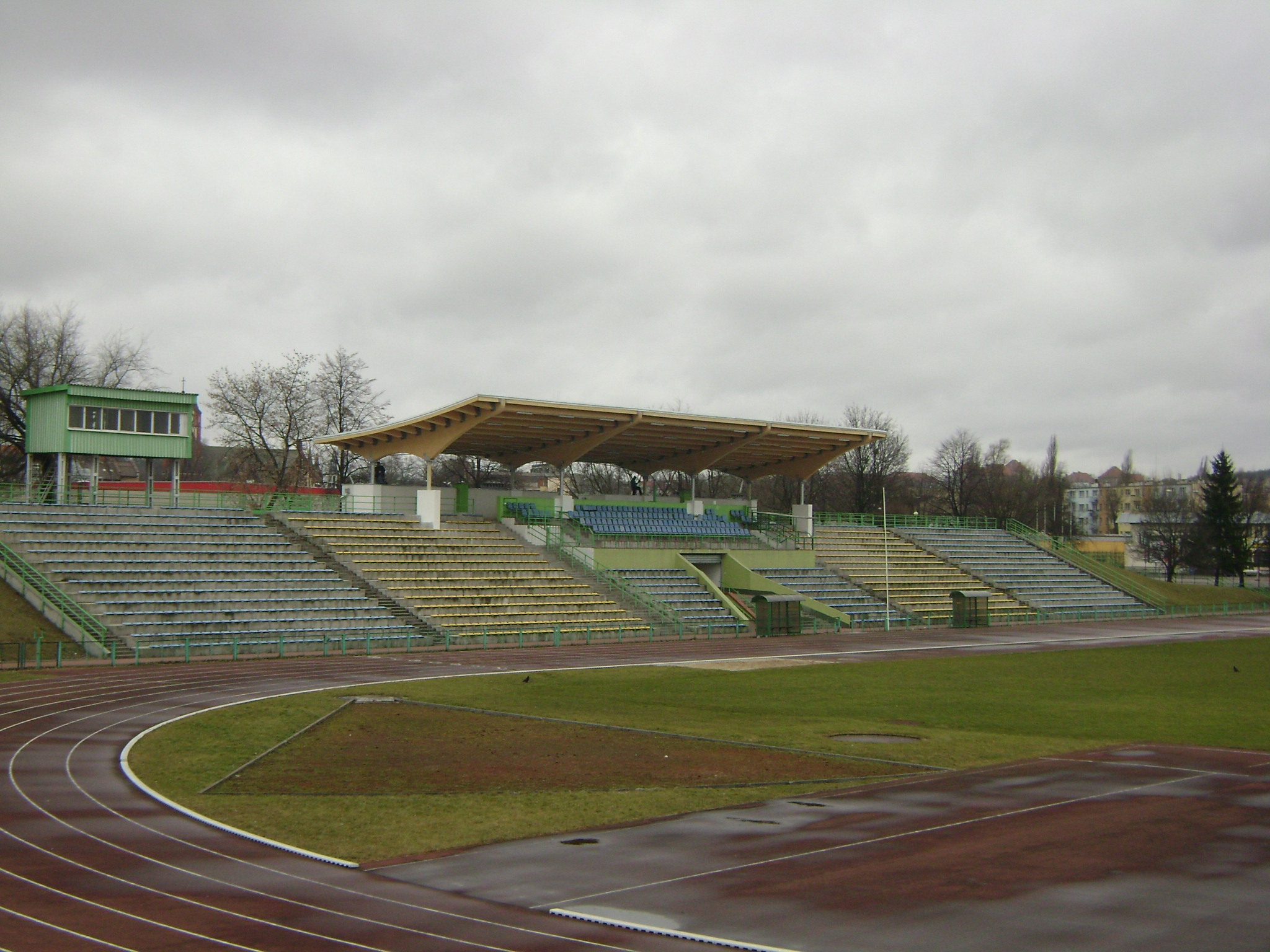
Stadion w Grudziądzu gościł mistrzostwa Polski w 1986 i 1988 roku

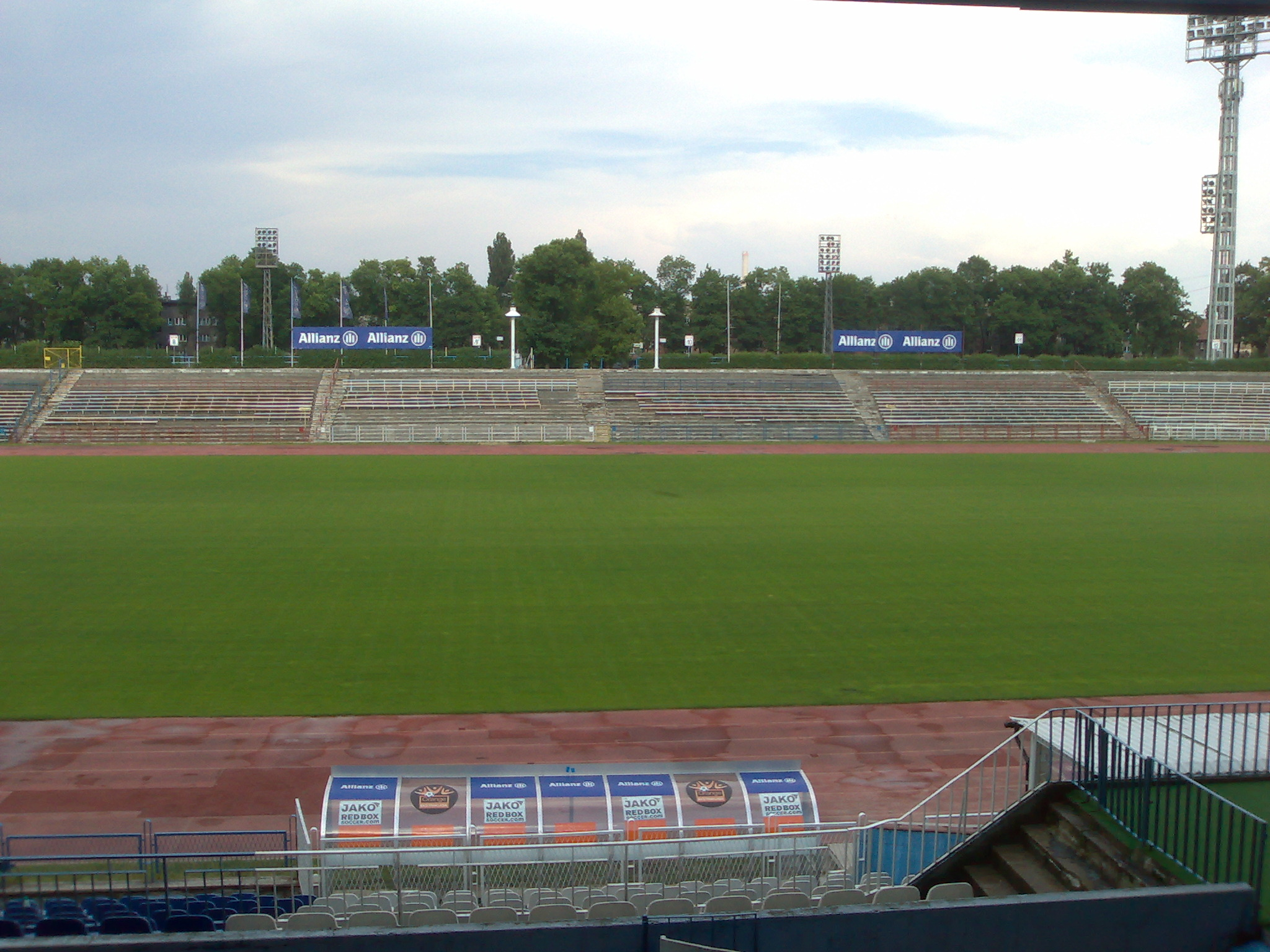
Stadion w Zabrzu dwa razy był areną mistrzostw. W 2012 roku stracił bieżnię

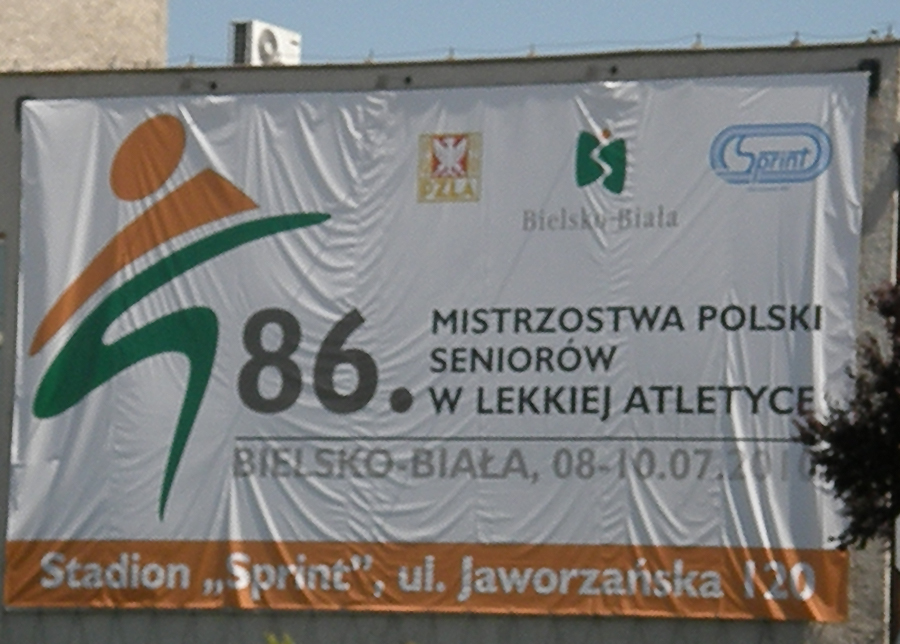
Plakat promujący mistrzostwa w 2010 w Bielsku-Białej

| Edycja | Gospodarz                | Data                                                  | Stadion                                                                      |
| ------ | ------------------------ | ----------------------------------------------------- | ---------------------------------------------------------------------------- |
| 1920   | Lwów                     | 16–18 lipca                                           | Stadion Pogoni Lwów                                                          |
| 1921   | Lwów                     | 13–15 sierpnia                                        | Stadion Pogoni Lwów                                                          |
| 1922   | Warszawa                 | 30 września–1 października                            | Park Sobieskiego                                                             |
| 1923   | Warszawa                 | 25–26 sierpnia                                        | Park Sobieskiego                                                             |
| 1924   | Warszawa                 | 6–8 września                                          | Park Sobieskiego                                                             |
| 1925   | Kraków Warszawa          | 14–16 sierpnia (panowie) 17–18 lipca (panie)          | Stadion Wisły Kraków Park Sobieskiego                                        |
| 1926   | Warszawa                 | 13–15 sierpnia (panowie) 7–8 sierpnia (panie)         | Park Sobieskiego                                                             |
| 1927   | Warszawa Poznań          | 10–12 lipca (panowie) 16–17 lipca (panie)             | Park Sobieskiego Stadion Warty Poznań                                        |
| 1928   | Warszawa Kraków          | 31 sierpnia–2 września (panowie) 1–2 września (panie) | Park Sobieskiego Stadion Wisły Kraków                                        |
| 1929   | Poznań Warszawa          | 5–7 lipca (panowie) 12–14 lipca (panie)               | Stadion Miejski Park Sobieskiego                                             |
| 1930   | Warszawa Bydgoszcz       | 12–13 lipca (panowie) 26–27 lipca (panie)             | Park Sobieskiego Stadion Szkoły Oficerskiej                                  |
| 1931   | Królewska Huta Warszawa  | 11–12 lipca (panowie) 18–19 lipca (panie)             | Stadion W.F.P.W. Park Sobieskiego                                            |
| 1932   | Warszawa Łódź            | 25–26 czerwca (panowie) 18–19 czerwca (panie)         | Stadion Wojska Polskiego Stadion ŁKS-u                                       |
| 1933   | Bydgoszcz Królewska Huta | 1–2 lipca (panowie) 15–16 lipca (panie)               | Stadion Miejski Stadion WF                                                   |
| 1934   | Poznań Warszawa          | 5–7 lipca (panowie) 7–8 lipca (panie)                 | Stadion Miejski Park Sobieskiego                                             |
| 1935   | Białystok Kraków         | 6–7 lipca (panowie) 13–14 lipca (panie)               | Stadion „Zwierzyniec” Stadion Wisły Kraków                                   |
| 1936   | Wilno Łódź               | 26–27 września (panowie) 4–5 lipca (panie)            | Stadion na Pióromoncie Stadion KS WIMA                                       |
| 1937   | Chorzów Bydgoszcz        | 3–4 lipca (panowie) 10–11 lipca (panie)               | Stadion Miejski                                                              |
| 1938   | Warszawa Grudziądz       | 23–24 lipca (panowie) 30–31 lipca (panie)             | Stadion Wojska Polskiego Stadion Miejski                                     |
| 1939   | Poznań Chorzów           | 8–9 lipca (panowie) 15–16 lipca (panie)               | Stadion Miejski                                                              |
| 1945   | Łódź                     | 29–30 września                                        | Stadion ŁKS-u                                                                |
| 1946   | Kraków                   | 7–8 września                                          | Stadion Wisły Kraków                                                         |
| 1947   | Warszawa Katowice        | 12–13 lipca (panowie) 5–6 lipca (panie)               | Stadion Wojska Polskiego Stadion Pogoni Katowice                             |
| 1948   | Poznań Bydgoszcz         | 10–11 lipca (panowie) 10–11 lipca (panie)             | Stadion WOS Stadion Miejski                                                  |
| 1949   | Gdańsk – Wrzeszcz Łódź   | 23–24 lipca (panowie) 30–31 lipca (panie)             | Stadion Lechii Stadion ŁKS-u                                                 |
| 1950   | Kraków                   | 13–15 sierpnia                                        | Stadion Wisły Kraków                                                         |
| 1951   | Warszawa                 | 9–16 września                                         | Stadion Wojska Polskiego                                                     |
| 1952   | Wrocław                  | 14–17 sierpnia                                        | Stadion Gwardii Wrocław                                                      |
| 1953   | Warszawa                 | 4–6 września                                          | Stadion Wojska Polskiego                                                     |
| 1954   | Warszawa                 | 18–23 lipca                                           | Stadion Wojska Polskiego                                                     |
| 1955   | Łódź                     | 23–25 października                                    | Stadion ŁKS-u                                                                |
| 1956   | Zabrze                   | 30 września–1 października                            | Stadion Górnika Zabrze                                                       |
| 1957   | Poznań                   | 14–16 września                                        | Stadion im. 22 lipca                                                         |
| 1958   | Bydgoszcz                | 18–20 lipca                                           | Stadion Zawiszy                                                              |
| 1959   | Gdańsk                   | 21–23 sierpnia                                        | Stadion Lechii                                                               |
| 1960   | Olsztyn                  | 5–7 sierpnia                                          | Stadion Leśny                                                                |
| 1961   | Nowa Huta                | 24–26 sierpnia                                        | Stadion Suche Stawy                                                          |
| 1962   | Warszawa                 | 20–22 lipca                                           | Stadion Wojska Polskiego                                                     |
| 1963   | Bydgoszcz                | 23–25 sierpnia                                        | Stadion Zawiszy                                                              |
| 1964   | Warszawa                 | 16–19 lipca                                           | Stadion Wojska Polskiego                                                     |
| 1965   | Szczecin                 | 13–15 sierpnia                                        | Stadion Pogoni Szczecin                                                      |
| 1966   | Poznań                   | 4–7 sierpnia                                          | Stadion im. 22 lipca                                                         |
| 1967   | Chorzów                  | 17–20 sierpnia                                        | Stadion Śląski                                                               |
| 1968   | Zielona Góra             | 12–15 września                                        | Stadion MOSiRu                                                               |
| 1969   | Kraków                   | 14–17 sierpnia                                        | Stadion Wisły Kraków                                                         |
| 1970   | Warszawa                 | 6–9 sierpnia                                          | Stadion Skry                                                                 |
| 1971   | Warszawa                 | 26–28 czerwca                                         | Stadion Skry                                                                 |
| 1972   | Warszawa                 | 17–19 sierpnia                                        | Stadion Skry                                                                 |
| 1973   | Warszawa                 | 10–12 sierpnia                                        | Stadion Skry                                                                 |
| 1974   | Warszawa                 | 19–21 lipca                                           | Stadion Skry                                                                 |
| 1975   | Bydgoszcz                | 27–29 czerwca                                         | Stadion Zawiszy                                                              |
| 1976   | Bydgoszcz                | 25–27 czerwca                                         | Stadion Zawiszy                                                              |
| 1977   | Bydgoszcz                | 29–31 lipca                                           | Stadion Zawiszy                                                              |
| 1978   | Warszawa                 | 9–11 lipca                                            | Stadion Skry                                                                 |
| 1979   | Poznań                   | 10–12 sierpnia                                        | Stadion Olimpii Poznań                                                       |
| 1980   | Łódź                     | 29–31 sierpnia                                        | Stadion AZS Łódź                                                             |
| 1981   | Zabrze                   | 6–8 sierpnia                                          | Stadion im. Ernesta Pohla                                                    |
| 1982   | Lublin                   | 2–4 lipca                                             | Stadion Startu Lublin                                                        |
| 1983   | Bydgoszcz                | 25–27 czerwca                                         | Stadion Zawiszy                                                              |
| 1984   | Lublin                   | 22–24 czerwca                                         | Stadion Startu Lublin                                                        |
| 1985   | Bydgoszcz                | 2–4 sierpnia                                          | Stadion Zawiszy                                                              |
| 1986   | Grudziądz                | 27–29 czerwca                                         | Stadion Miejski w Grudziądzu                                                 |
| 1987   | Poznań                   | 14–16 sierpnia                                        | Stadion Olimpii Poznań                                                       |
| 1988   | Grudziądz                | 12–14 sierpnia                                        | Stadion Miejski w Grudziądzu                                                 |
| 1989   | Kraków                   | 1–3 września                                          | Stadion AWF Kraków                                                           |
| 1990   | Piła                     | 13–15 lipca                                           | Stadion MOSiR Piła                                                           |
| 1991   | Kielce                   | 12–14 lipca                                           | Stadion Budowlanych                                                          |
| 1992   | Warszawa                 | 19–21 czerwca                                         | Stadion Skry                                                                 |
| 1993   | Kielce                   | 23–25 lipca                                           | Stadion Budowlanych                                                          |
| 1994   | Piła                     | 24–26 czerwca                                         | Stadion MOSiR Piła                                                           |
| 1995   | Warszawa                 | 18–20 sierpnia                                        | Stadion Skry                                                                 |
| 1996   | Piła                     | 21–23 czerwca                                         | Stadion MOSiR Piła                                                           |
| 1997   | Bydgoszcz                | 20–22 czerwca                                         | Stadion Zawiszy                                                              |
| 1998   | Wrocław                  | 26–28 czerwca                                         | Stadion AWF Wrocław                                                          |
| 1999   | Kraków                   | 2–4 lipca                                             | Stadion AWF Kraków                                                           |
| 2000   | Kraków                   | 6–8 sierpnia                                          | Stadion AWF Kraków                                                           |
| 2001   | Bydgoszcz                | 29 czerwca–1 lipca                                    | Stadion Zawiszy                                                              |
| 2002   | Szczecin                 | 19–21 lipca                                           | Miejski Stadion Lekkoatletyczny w Szczecinie                                 |
| 2003   | Bielsko-Biała            | 4–6 lipca                                             | Stadion KS Sprint                                                            |
| 2004   | Bydgoszcz                | 2–4 lipca                                             | Stadion im. Krzyszkowiaka                                                    |
| 2005   | Biała Podlaska           | 24–26 czerwca                                         | Stadion AWF Biała Podlaska                                                   |
| 2006   | Bydgoszcz                | 21–23 lipca                                           | Stadion im. Krzyszkowiaka                                                    |
| 2007   | Poznań                   | 30 czerwca–1 lipca                                    | Stadion Olimpii Poznań                                                       |
| 2008   | Szczecin                 | 4–6 lipca                                             | Miejski Stadion Lekkoatletyczny w Szczecinie                                 |
| 2009   | Bydgoszcz                | 31 lipca–2 sierpnia                                   | Stadion im. Krzyszkowiaka                                                    |
| 2010   | Bielsko-Biała            | 8–10 lipca                                            | Stadion KS Sprint                                                            |
| 2011   | Bydgoszcz                | 11–13 sierpnia                                        | Stadion im. Krzyszkowiaka                                                    |
| 2012   | Bielsko-Biała            | 15–17 czerwca                                         | Stadion KS Sprint                                                            |
| 2013   | Toruń                    | 19–21 lipca                                           | Stadion Miejski im. G. Duneckiego                                            |
| 2014   | Szczecin                 | 29–31 lipca                                           | Miejski Stadion Lekkoatletyczny w Szczecinie                                 |
| 2015   | Kraków                   | 19–21 lipca                                           | Stadion AWF Kraków                                                           |
| 2016   | Bydgoszcz                | 24–26 czerwca                                         | Stadion im. Krzyszkowiaka                                                    |
| 2017   | Białystok                | 21–23 lipca                                           | Stadion „Zwierzyniec”                                                        |
| 2018   | Lublin                   | 20–22 lipca                                           | Stadion Lekkoatletyczny                                                      |
| 2019   | Radom                    | 23–25 sierpnia                                        | Stadion Lekkoatletyczno-Piłkarski im. Marszałka Józefa Piłsudskiego          |
| 2020   | Włocławek                | 28–30 sierpnia                                        | Stadion OSiR-u we Włocławku                                                  |
| 2021   | Poznań                   | 25–27 czerwca                                         | Stadion Golęcin                                                              |
| 2022   | Suwałki                  | 9–11 czerwca                                          | Stadion lekkoatletyczny w Suwałkach                                          |
| 2023   | Gorzów Wielkopolski      | 27–29 lipca                                           | Stadion lekkoatletyczny im. Lubuskich Olimpijczyków w Gorzowie Wielkopolskim |
| 2024   | Bydgoszcz                | 27–29 czerwca                                         | Stadion im. Zdzisława Krzyszkowiaka                                          |

## Medaliści według konkurencji
- Medaliści mistrzostw Polski seniorów w biegu na 100 metrów
- Medaliści mistrzostw Polski seniorów w biegu na 200 metrów
- Medaliści mistrzostw Polski seniorów w biegu na 400 metrów
- Medaliści mistrzostw Polski seniorów w biegu na 800 metrów
- Medaliści mistrzostw Polski seniorów w biegu na 1500 metrów
- Medaliści mistrzostw Polski seniorów w biegu na 5000 metrów
- Medaliści mistrzostw Polski seniorów w biegu na 10 000 metrów
- Medaliści mistrzostw Polski seniorów w biegu na 5 kilometrów
- Medaliści mistrzostw Polski seniorów w biegu na 10 kilometrów
- Medaliści mistrzostw Polski seniorów w biegu maratońskim
- Medaliści mistrzostw Polski seniorów w biegu 24-godzinnym
- Medaliści mistrzostw Polski seniorów w biegu na 110 metrów przez płotki
- Medaliści mistrzostw Polski seniorów w biegu na 200 metrów przez płotki
- Medaliści mistrzostw Polski seniorów w biegu na 400 metrów przez płotki
- Medaliści mistrzostw Polski seniorów w biegu na 3000 metrów z przeszkodami
- Medaliści mistrzostw Polski seniorów w biegu przełajowym
- Medaliści mistrzostw Polski seniorów w biegu godzinnym
- Medaliści mistrzostw Polski seniorów w chodzie na 2000 metrów
- Medaliści mistrzostw Polski seniorów w chodzie na 10 000 metrów
- Medaliści mistrzostw Polski seniorów w chodzie na 10 kilometrów
- Medaliści mistrzostw Polski seniorów w chodzie na 20 kilometrów
- Medaliści mistrzostw Polski seniorów w chodzie na 30 kilometrów
- Medaliści mistrzostw Polski seniorów w chodzie na 35 kilometrów
- Medaliści mistrzostw Polski seniorów w chodzie na 50 kilometrów
- Medaliści mistrzostw Polski seniorów w skoku wzwyż
- Medaliści mistrzostw Polski seniorów w skoku o tyczce
- Medaliści mistrzostw Polski seniorów w skoku w dal
- Medaliści mistrzostw Polski seniorów w skoku w dal z miejsca
- Medaliści mistrzostw Polski seniorów w trójskoku
- Medaliści mistrzostw Polski seniorów w pchnięciu kulą
- Medaliści mistrzostw Polski seniorów w rzucie granatem
- Medaliści mistrzostw Polski seniorów w rzucie dyskiem
- Medaliści mistrzostw Polski seniorów w rzucie młotem
- Medaliści mistrzostw Polski seniorów w rzucie oszczepem
- Medaliści mistrzostw Polski seniorów w dziesięcioboju
- Medalistki mistrzostw Polski seniorów w biegu na 60 metrów
- Medalistki mistrzostw Polski seniorów w biegu na 100 metrów
- Medalistki mistrzostw Polski seniorów w biegu na 200 metrów
- Medalistki mistrzostw Polski seniorów w biegu na 250 metrów
- Medalistki mistrzostw Polski seniorów w biegu na 400 metrów
- Medalistki mistrzostw Polski seniorów w biegu na 500 metrów
- Medalistki mistrzostw Polski seniorów w biegu na 800 metrów
- Medalistki mistrzostw Polski seniorów w biegu na 1000 metrów
- Medalistki mistrzostw Polski seniorów w biegu na 1500 metrów
- Medalistki mistrzostw Polski seniorów w biegu na 3000 metrów
- Medalistki mistrzostw Polski seniorów w biegu na 5000 metrów
- Medalistki mistrzostw Polski seniorów w biegu na 10 000 metrów
- Medalistki mistrzostw Polski seniorów w biegu 24-godzinnym
- Medalistki mistrzostw Polski seniorów w biegu na 80 metrów przez płotki
- Medalistki mistrzostw Polski seniorów w biegu na 100 metrów przez płotki
- Medalistki mistrzostw Polski seniorów w biegu na 200 metrów przez płotki
- Medalistki mistrzostw Polski seniorów w biegu na 400 metrów przez płotki
- Medalistki mistrzostw Polski seniorów w biegu na 3000 metrów z przeszkodami
- Medalistki mistrzostw Polski seniorów w biegu na 5 kilometrów
- Medalistki mistrzostw Polski seniorów w biegu na 10 kilometrów
- Medalistki mistrzostw Polski seniorów w biegu maratońskim
- Medalistki mistrzostw Polski seniorów w biegu przełajowym
- Medalistki mistrzostw Polski seniorów w chodzie na 5000 metrów
- Medalistki mistrzostw Polski seniorów w chodzie na 10 kilometrów
- Medalistki mistrzostw Polski seniorów w chodzie na 20 kilometrów
- Medalistki mistrzostw Polski seniorów w chodzie na 35 kilometrów
- Medalistki mistrzostw Polski seniorów w skoku wzwyż
- Medalistki mistrzostw Polski seniorów w skoku o tyczce
- Medalistki mistrzostw Polski seniorów w skoku w dal
- Medalistki mistrzostw Polski seniorów w skoku w dal z miejsca
- Medalistki mistrzostw Polski seniorów w trójskoku
- Medalistki mistrzostw Polski seniorów w pchnięciu kulą
- Medalistki mistrzostw Polski seniorów w rzucie granatem
- Medalistki mistrzostw Polski seniorów w rzucie dyskiem
- Medalistki mistrzostw Polski seniorów w rzucie młotem
- Medalistki mistrzostw Polski seniorów w rzucie oszczepem
- Medalistki mistrzostw Polski seniorów w trójboju
- Medalistki mistrzostw Polski seniorów w pięcioboju
- Medalistki mistrzostw Polski seniorów w siedmioboju